# 제동거리
제동거리(braking distance)란 차량이 제동기(브레이크)를 완전히 밟은 시점부터 차량이 완전히 정지한 지점까지 주행할 수 있는 거리를 말한다. 이는 주로 차량의 원래 속도와 타이어와 노면 사이의 마찰 계수의 영향을 받으며, 타이어의 구름 저항과 차량의 공기 저항은 무시할 수 있다. 사용 중인 브레이크 시스템 유형은 정지 마찰력에 맞는 충분한 힘을 공급할 수 없는 트럭과 대형 차량에만 영향을 미친다.
제동 거리는 총 정지 거리의 두 가지 주요 구성 요소 중 하나이다. 다른 구성요소는 반응 거리이며, 이는 속도와 운전자/탑승자의 인지-반응 시간을 곱한 것이다. 1.5초의 인식-반응 시간 및 0.7의 운동 마찰 계수는 사고 재구성 및 사법 통지를 위한 기본 기준을 결정하기 위한 표준이다. 대부분의 사람들은 이상적인 조건에서는 약간 더 빨리 멈출 수 있다.
제동 거리는 정지 시거(stopping sight distance)와 구별된다. 후자는 설계 속도 이하로 운전하는 운전자에게 최악의 상황에서 약간 또는 거의 부주의한 운전자가 정지해야 하는 안전계수 거리를 초과하는 전방 보장 거리(ACDA)를 제공하는 도로 선형 가시성 표준이다. 대부분의 조건에서 정지 시거는 실제 정지 거리를 훨씬 초과하기 때문에 완전한 정지 시거를 사용하여 부상을 초래하는 유능한 운전자는 더 빨리 정지하지 않은 것에 대해 부주의할 수 있다.

## 같이 보기
- 제동기